# Hypagyrtis pustularia
Hypagyrtis pustularia är en fjärilsart som beskrevs av Jacob Hübner 1818. Hypagyrtis pustularia ingår i släktet Hypagyrtis och familjen mätare. Inga underarter finns listade i Catalogue of Life.